# Anne de Wolff

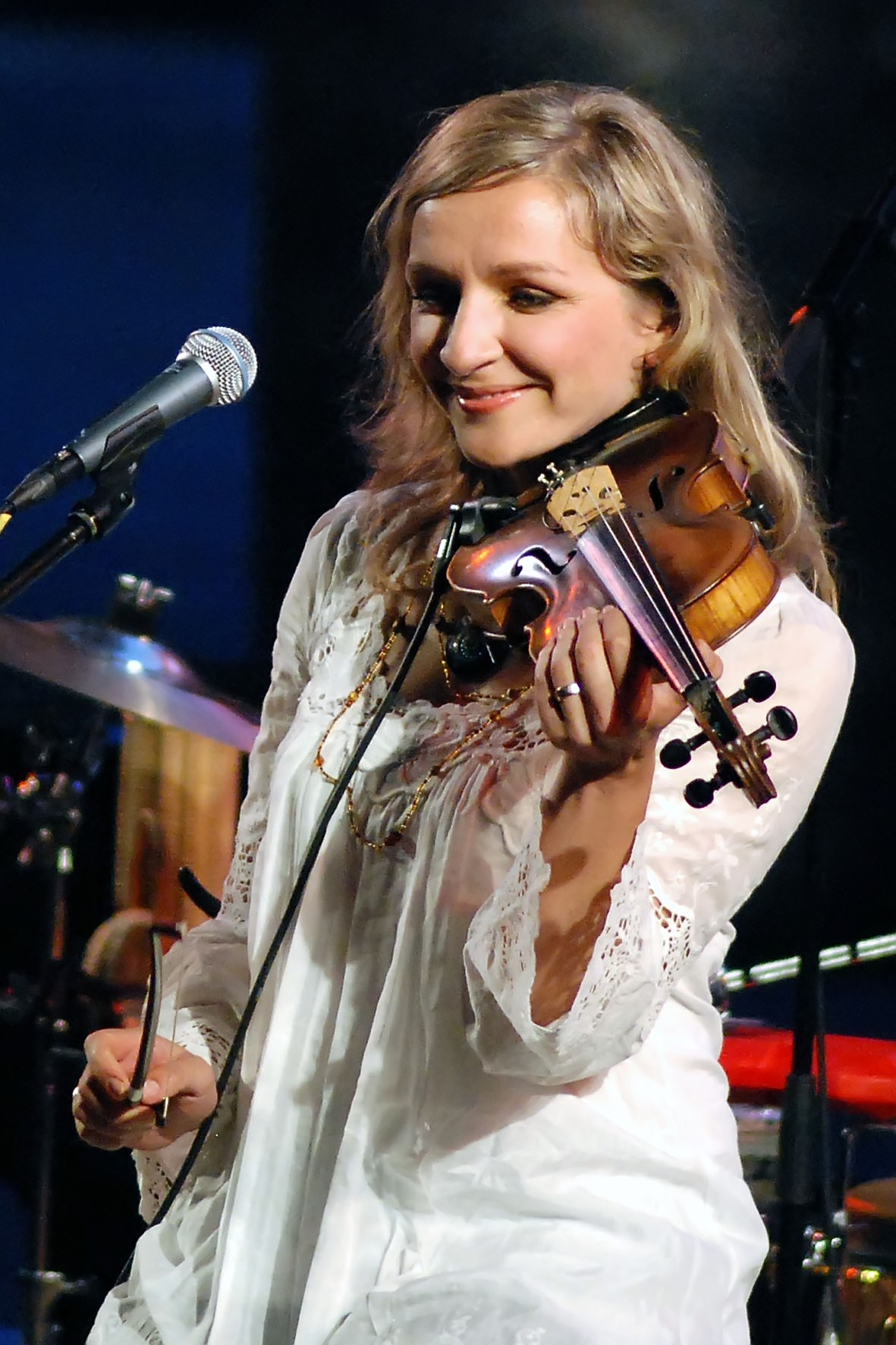
Anne de Wolff (2009)

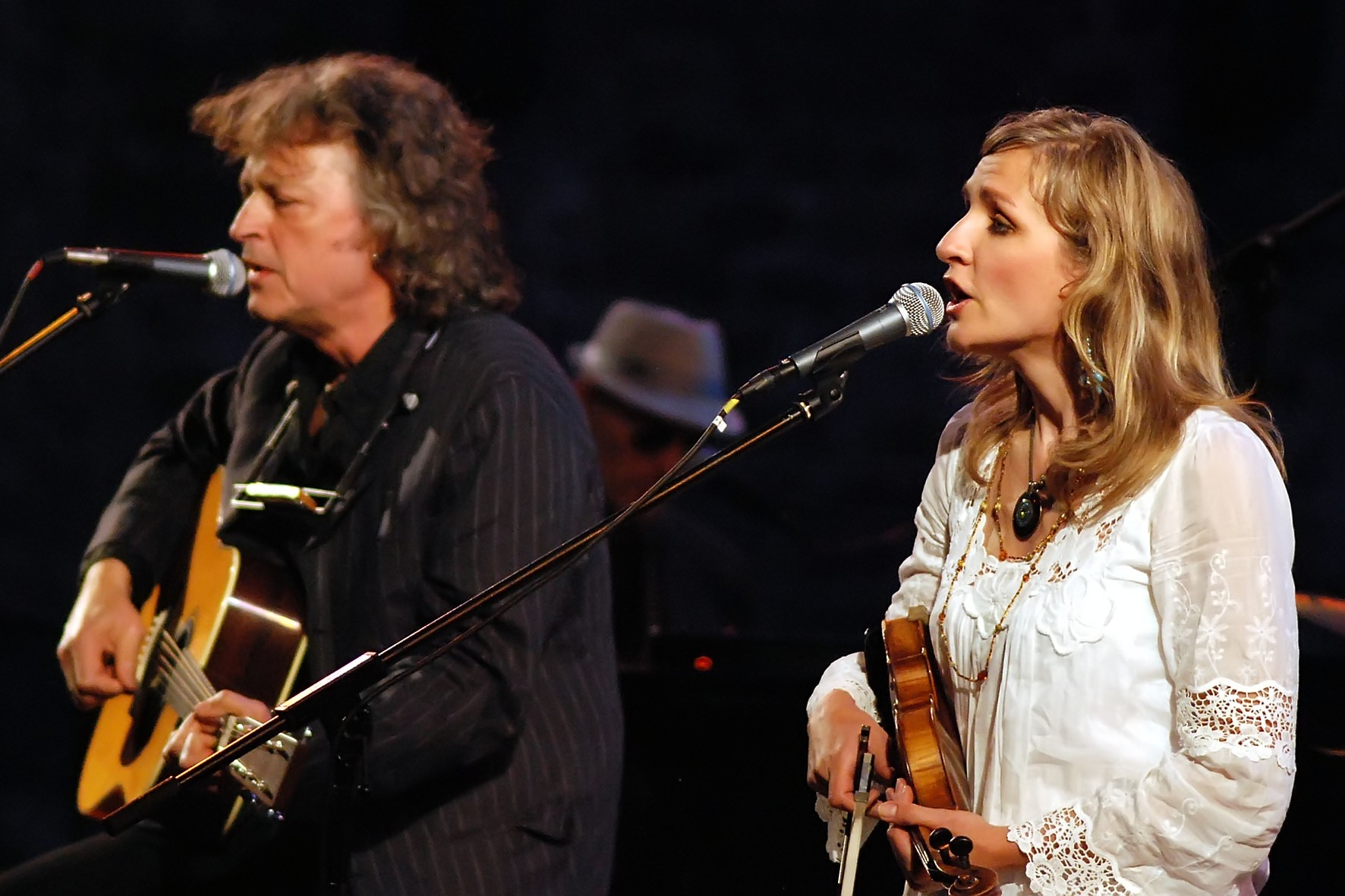
Anne de Wolff mit Wolfgang Niedecken (2009)

Anne de Wolff (* 9. Februar 1971 in Dresden) ist eine deutsche Musikerin.

## Leben
Anne de Wolff spielt seit ihrem siebten Lebensjahr Violine und nahm außerdem Klavier- und Gesangsunterricht. Des Weiteren spielt sie Viola, Akkordeon, E-Bass, Perkussionsinstrumente, Posaune und Mandoline. An der Dresdner Musikschule erhielt Anne de Wolff eine neunjährige Instrumentalausbildung.
1986 zog sie nach Potsdam, um dort das Kirchliche Oberseminar Hermannswerder zu besuchen, eine musikalisch orientierte Internatsschule. Von 1986 an gab de Wolff mit der dort gegründeten Lilienfelder Cantorei, einem gemischten Chor mit zwölf Mitgliedern, sowie dem Doppelquartett Athesinus Consort nationale und internationale Konzerte.
1990 zog sie nach Berlin und begann, in verschiedenen Bands zu spielen. Ihre professionelle Laufbahn begann 1993 mit der Berliner Band Poems for Laila. 1995 gründete sie mit Benjamin de Wolff die Band Ira Hayes. Im gleichen Jahr begann de Wolff ein Fotografiestudium am Lette-Verein Berlin, welches sie jedoch im Jahr darauf wegen zu vieler Tourneen wieder abbrach. Von 1996 bis 2011 gehörte de Wolff zur festen Liveband von Rosenstolz.
2001 nahm sie am Kontaktstudiengang Popularmusik in Hamburg teil. Im Jahr 2005 lernte sie bei einem Gastauftritt mit der Mannheimer Band „Greedy Bunch“ Wolfgang Niedecken kennen, sie entdeckten ihre gemeinsame Affinität zu Bob Dylan und spielten auf dem Parkplatz der dm-Arena Dylans Album Desire durch. Seitdem tourte sie als ständiger Gast mit BAP, seit 2014 ist sie festes Bandmitglied.
2008 gründete sie gemeinsam mit ihrem Mann Ulrich Rode das Studio „MoorMusic“, seit 2010 heißt es BluHouseStudio Hamburg. Mit Ulrich Rode zusammen produzierte sie unter anderem die letzten Alben Lebenslänglich und Alles fließt von Niedeckens BAP.
2021 gründete sie gemeinsam mit den Sängerinnen Iris Romen und Stefanie Hempel die Band The Joni Project.
Anne de Wolff hat einen 1997 geborenen Sohn.

## Diskografie (Auszug)
- 1996: Nikolai Tomás Wild On
- 1997: Rosenstolz Die Schlampen sind müde
- 1997: Pankow Am Rande vom Wahnsinn
- 1998: Rosenstolz Alles Gute
- 1999: Rosenstolz Zucker, Zuckerschlampen: Live
- 2000: Rosenstolz Kassengift
- 2001: The Fullbliss This Temple Is Haunted
- 2001: Rosenstolz Alles Gute
- 2003: Rosenstolz Live aus Berlin DVD+CD
- 2004: André Herzberg Losgelöst
- 2004: Rosenstolz DVD Willkommen in unserer Welt – Live und Draussen 04
- 2004: Calexico DVD World Drifts In – Live At The Barbican London
- 2004: Poems for Laila Frühstück in Budapest
- 2004: Such a Surge Alpha
- 2005: Calexico Send Your Love To Me Compilation Tribute To Will Oldham, Quarter Horses (B Slow) Compilation Tribute To Red Red Meat
- 2005: Diane Weigmann Das Album
- 2005: BAP Dreimal zehn Jahre
- 2006: Neko Case Fox Confessor Brings the Flood
- 2006: Botanica Berlin HI-FI
- 2006: Rosenstolz Das Grosse Leben Live CD+DVD
- 2006: IAMX The Alternative
- 2007: BAP Aff un zo (Remaster)
- 2007: Bobo in White Wooden Houses Mental Radio
- 2008: BAP Radio Pandora
- 2008: Jenniffer Kae faithfully
- 2008: Revolverheld iTunes Live: Berlin Festival
- 2008: Grossstadtgeflüster Bis Einer Heult!!!
- 2008: Laith Al-Deen Wie soll das gehen
- 2009: Chris Norman The Hits! From His Smokie And Solo Years
- 2009: Bosse Taxi
- 2009: Botanica Americanundone
- 2009: BAP Live und in Farbe
- 2009: Rosenstolz Die Suche geht weiter DVD+CD
- 2009: IAMX Kingdom of Welcome Addiction
- 2010: Gunter Gabriel Sohn aus dem Volk – German Recordings
- 2010: Botanica Who You Are
- 2010: Yvonne Catterfeld Blau im Blau
- 2010: Helene Fischer So wie ich bin
- 2010: Revolverheld In Farbe [CD+DVD live aus der Großen Freiheit]
- 2011: Anna Depenbusch Die Mathematik der Anna Depenbusch
- 2011: Johannes Oerding Boxer
- 2011: BAP Halv su wild
- 2011: Mary Roos Bis hierhin… und weiter
- 2011: Angela Winkler ICH LIEBE DICH, kann ich nicht sagen
- 2011: Laith Al-Deen Der Letzte deiner Art
- 2011: BAP Volles Programm
- 2011: Ulrich Tukur und die Rhythmus Boys Musik für schwache Stunden
- 2012: Dirk Darmstaedter Me And Cassity Appearances
- 2012: Wingenfelder Off the Record
- 2012: Nino de Angelo Das Leben ist schön
- 2012: Anna Depenbusch Sommer aus Papier
- 2012: Hans Süper Kölsche Jung
- 2012: Mark Forster Zu dir (weit weg) – Single
- 2013: Jan Smit Ich bin da
- 2013: Wingenfelder Selbstauslöser
- 2013: Giraffenaffen Revolverheld Die alte Hühnermutter (+ Produktion)
- 2014: Spaceman Spiff Endlich nichts
- 2014: Michy Reincke Hatte ich dich nicht gebeten im Auto zu warten
- 2014: Jylland – EP (+Produktion)
- 2014: Revolverheld Ich lass für dich das Licht an, 'Lass uns gehen (+Produktion Unplugged Songs)
- 2014: Tokunbo Queendome Come
- 2014: Niedeckens BAP Das Märchen vom gezogenen Stecker – live (+Produktion)
- 2014: Bosse Kraniche – live in Hamburg
- 2014: San Glaser Beautiful Stranger
- 2014: Jeden Tag Silvester Jeden Tag Silvester
- 2014: Celina Bostic Zu Fuss
- 2014: Revolverheld feat. Jonatha Brooke (+Produktion) I Love Disney (Sampler)
- 2014: Mary Roos Bilder meines Lebens
- 2015: Johannes Oerding Alles brennt
- 2015: Gregor Meyle Meylensteine
- 2015: Revolverheld MTV Unplugged in drei Akten (DVD, CD)
- 2015: Helen Schneider Collective Memory
- 2015: von Brücken Weit weg von fertig
- 2016: Niedeckens BAP Lebenslänglich  (+Produktion)
- 2016: Bosse Engtanz  (Limited Deluxe Edition)
- 2016: Niedeckens BAP Die beliebtesten Lieder
- 2016: JUD Generation Vulture
- 2016: Niedeckens BAP Lebenslänglich Im Heimathafen CD+DVD
- 2016: Ben Taylor & Sophie Hiller Christmas is Family
- 2017: Jeden Tag Silvester Geisterjägerstadt
- 2017: Anna Depenbusch Das Alphabet der Anna Depenbusch
- 2017: Mary Roos Ab jetzt nur noch Zugaben!
- 2017: Jon Flemming Olsen Von ganz allein
- 2017: Fury in the Slaughterhouse Little Big World CD+DVD
- 2017: Elif Doppelleben
- 2017: Tim Neuhaus Pose I+II
- 2018: Wingenfelder Sieben Himmel hoch
- 2018: Mary Roos Abenteuer Unvernunft
- 2018: Tokunbo The Swan
- 2018: Judith Holofernes Sara sag was Single
- 2018: Niedeckens BAP Live & deutlich  (+Produktion)
- 2019: Checker Tobi und das Geheimnis unseres Planeten Kinofilm – Musik: Sonja Glass
- 2019: Oonagh Eine neue Zeit
- 2019: Jeannette Biedermann DNA
- 2019: Fischer-Z Swimming in Thunderstorms
- 2019: Niels Frevert Putzlicht
- 2019: Johannes Oerding Konturen
- 2019: Luca Vasta Stella
- 2019: Fayzen 1000 Geschenke
- 2020: Phil Siemers Wer, wenn nicht jetzt
- 2020: Ilse DeLange Changes
- 2020: LEA Treppenhaus
- 2020: Ina Müller 55
- 2020: Niedeckens BAP Alles fließt
- 2020: Selig Selig macht Selig
- 2020: Spy City Original Series Soundtrack
- 2021: Diane Weigmann Die Wahrheit liegt irgendwo dazwischen
- 2021: Kickerdips Vagabund
- 2021: Heinz Rudolf Kunze Werdegang (+Produktion 3 Songs)
- 2021: Christina Lux Lichtblicke
- 2021: Max von Milland Der Oanzige
- 2021: Die Seilschaft Dein Paket
- 2021: Tim Neuhaus Echoes I
- 2022: Johannes Oerding Plan A
- 2022: Phil Siemers Marleen
- 2022: Sebastian Madsen Ein bisschen Seele
- 2022: Tokunbo Golden Days
- 2022: SYMØN Von Tag 1 (+Produktion)
- 2023: SASHA Toto und der Mann im Mond – Das Liederalbum
- 2023: Florian Künstler Gegengewicht
- 2023: Bosse Ein Traum (Elbphilharmonie Version) – Single
- 2023: Madsen Hollywood
- 2023: THE JONI PROJECT Shades of Blue
- 2024: Ulrich Tukur & die Rhythmus Boys Es leuchten die Sterne
- 2024: Niedeckens BAP Live im Sartory" (+Produktion)
- 2024: STOPPOK Teufelsküche"